# Gerhard Schröder
Gerhard Fritz Kurt Schröder (Mossenberg-Wöhren, Észak-Rajna-Vesztfália, 1944. április 7. –) német szociáldemokrata politikus, 1998 és 2005 között Németország kancellárja.

## Élete
Apja, Fritz Schröder a második világháborúban, 1944-ben Romániában esett el, összesen négy idősebb testvére van.
Már 1963-ban, 19 évesen, belépett a SPD-be és 1980-tól 1986-ig tagja volt a nyugatnémet parlamentnek (németül Deutscher Bundestag).

### Magánélete
Schröder ötször nősült. Első felesége Eva Schubach (1968–1972), a második Anne Taschenmacher (1972–1984), a harmadik Hiltrud Hensen (1984–1997), a negyedik Doris Köpf (1997–2018), az ötödik Kim So-yeon (2018–). Saját gyermeke nem született.

## Politikai életútja
A hadiárva Schröder esti egyetemen végzett jogot a Göttingeni Egyetemen, majd ügyvédi praxist folytatott. Helmut Schmidt iránt érzett tisztelete a Németország Szociáldemokrata Pártjába (SPD) vitte. 1977-ben a jusók (ifjú szocialisták, az SPD ifjúsági szervezete) országos elnökévé választották. 1979-ben, amikor betöltötte 35. évét, e címről le kellett mondania.
1980-ban a Bundestag képviselője lett. Az ún. „Brandt-unokák” nemzedékéhez tartozott, akik Helmut Schmidt pragmatikus kormányzását baloldalról bírálták. Schröder mind a jóléti kiadások lefaragásában, mind a nyugat-európai rakétatelepítések kérdésében bírálta kancellárját. 1981-ben némi felháborodást keltett a parlamentben azzal, hogy ő volt az első férfi képviselő, aki nem viselt nyakkendőt beszéde alatt.
1986-ban Schröder Alsó-Szászország tartományban indult a miniszterelnökségért. A kampányban a kormányzó CDU-t és Albrecht miniszterelnököt egy szociáldemokrata–zöld koalíció élén kívánta leváltani. A választásokon saját pártja ugyan előretört, de a kormányváltáshoz az eredmény kevés volt. Schröder a hannoveri parlamentben átvette az ellenzék vezérének szerepét, 1988-ban bizalmatlansági indítványt intézett Albrecht ellen, de elveszítette a szavazást.

### Miniszterelnök
1990 tavaszán sikerült a kormányváltás: a Zöldekkel kötött koalícióval tizennégy év után újra szociáldemokrata miniszterelnöke lett Alsó-Szászországnak.
A német újraegyesítés kérdésében Schröder – nemzedéktársaihoz hasonlóan – szkeptikus nézeteket vallott. Mindezt a társadalomban igen sokan úgy értelmezték, hogy az SPD tulajdonképpen nem akarja a német egységet. Ennek következménye volt az 1990-es Bundestag-választások elvesztése. A későbbiekben Alsó-Szászország igen kevés hajlandóságot mutatott a keleti tartományokkal való szolidaritásra, amiért Schrödert azóta is sok kritika érte.
A miniszterelnöki évek során Schröder fokozatosan pártja jobboldalára sodródott. Különösen jó kapcsolatokat épített ki a nagytőke képviselőivel, illetve menedzserekkel. 1994-ben sikerült megszereznie pártja számára Alsó-Szászországban az abszolút többséget, majd 1998-ban még jobb eredményt elérve pártjának egyik reményhozója lett akkor is, ha az egyébként az SPD-ben uralkodó balos közhangulat egyébként nem kedvezett neki (1993-ban megpályázta a pártelnökséget, de Rudolf Scharpinggal szemben alulmaradt).
1998-ban Bundestag-választások következtek – Schröder esélyes volt a kancellárjelöltségre, de ehhez meg kellett vívnia az új pártelnökkel, Oskar Lafontaine-nel. Lafontaine az SPD „kedvence” volt ekkor, a párton belül igen nagy népszerűség övezte, a „centrista” Schröderrel szemben ő volt inkább szociáldemokrata. Végül mégis Schröder lett a párt jelöltje, abból a megfontolásból, hogy a tizenhat éve regnáló Helmut Kohllal szemben olyasvalakit kell indítani, aki a centrumból is képes szavazatokat hozni. (Lafontaine már 1990-ben alulmaradt Kohllal szemben.)

### Kancellárként
Schröder 1998. szeptemberben visszatornázta pártját 40% fölé, így – a Zöldekkel koalíciót kötve – kormányt alakíthatott. Az új kormány a „Neue Mitte” (Új Közép) programját hirdette meg, alapvetően a fiatalítás hatását kívánta kelteni, a kései Kohl-évek szürkeségével szemben. Ezt szolgálta az is, hogy az új kormány öt tagja nő volt, egytől egyig fiatalosak. (Őket nevezték egyesek „Gerhard angyalai”-nak.) Schröder lezserebb kormányzási stílusának egyik jelképe volt egy pártrendezvényen elhangzott mondata, amikor többen autogramot kértek tőle: Hozz már egy üveg sört, különben sztrájkolok és abbahagyom az írást! (Hol mir mal 'ne Flasche Bier, sonst streik' ich hier und schreib nicht weiter!).
A Schröder-kormány első intézkedései közé tartozott, hogy a Kohl-kormány utolsó éveiben megkezdett, a recsegő-ropogó jóléti államot karcsúsító reformokat visszavette, így az SPD szociális profilját erősítette. Az ekkor még tartó konjunktúra elkendőzte ezen intézkedések káros voltát.
A politikai realitás a külpolitikában érte utol az SPD-Zöld koalíciót. 1999. márciusban a NATO megkezdte a Jugoszlávia elleni légicsapásokat a koszovói válság megoldása érdekében. A német haderő (Bundeswehr) először állt a harci bevetés kérdése előtt, ráadásul a NATO területén kívül (ún. out-of-area-bevetés). Schröder a harci bevetés mellett döntött, ezzel nyíltan szembeszegülve pártelnökével és pénzügyminiszterével, Lafontaine-nel, akivel már a választási győzelem óta érett a konfliktus. Lafontaine ekkor lemondott mind a pártelnökségről, mind a miniszterségről. Az SPD élére ekkor – más megoldás híján – a kancellárnak kellett állnia, akinek pártvonalon soha nem voltak igazán sikerei. A pártban, de a közvéleményben is nagymértékű ellenállással kellett a kormánynak szembenéznie a Bundeswehr bevetéséről szóló döntés után, de ez leginkább a Zöldek és Joschka Fischer külügyminiszter szembenállásán érzékeltethető. 2001-ben, amikor a macedóniai bevetésről kellett dönteni, a Bundestagban csak az ellenzék szavazatainak köszönhette Schröder, hogy a Bundestag megszavazta a kormány előterjesztését.
Előrehozott választások következtében 2005. november 22-én Angela Merkel (CDU) lépett Schröder helyébe, és lett német kancellár.

### A válság
2000-ben a világgazdasági recesszió elérte Németországot. Ennek hatása összegződött az 1998-as szociálpolitikai intézkedések következményeivel, ez pedig Németországot addig soha nem tapasztalt mértékű stagnálásig juttatta el. Schröder ettől kezdve igyekezett úrrá lenni a válságon, de már túl közel voltak a 2002-es választások ahhoz, hogy átfogó változtatásokat érjen el.
A Bundestag-választások a koalíció számára pozitív eredménnyel végződtek, de a többség már csak néhány szavazatnyi volt. A közvélemény-kutatások a választások előtt nem tudtak igazi győztest hirdetni, egyedül az iraki háborúval való szembenállás hozott annyi többletszavazatot Schrödernek, hogy legyőzhesse Edmund Stoibert.
A második ciklus elején Schröder nem változtatott stílusán. A fontos jogalkotási kérdések eldöntésére – mint a közelmúltban – különbizottságokat alakított, amelyek a parlamentáris rendszeren teljesen kívül helyezkedtek el, így az SPD sem szólhatott bele mindazon szabályozási tervekbe, amelyeket végül neki kellett elfogadnia a Bundestagban. E bizottságok legfontosabbját a Volkswagen AG igazgatótanácsi tagja, Peter Hartz vezette, ez a munkaerőpiaci reform tervét készítette el. A bizottság javaslatát végül „Agenda 2010” névvel látták el, a kancellár 2003 márciusában ismertette a Bundestag előtt. A csomagban a szociáldemokraták számára elviselhetetlen mértékű megszorító intézkedések voltak, amelyek a szociális juttatásokat, a társadalombiztosítást érintették. Legfontosabb intézkedés a szociális segély megszüntetése volt (ún. Hartz-IV-törvény), ezt a munkanélküli-segéllyel egybevonva kialakították a kétfajta munkanélküliségi juttatást (Arbeitslosengeld I és II), amelyre az álláskeresők meghatározott ideig voltak jogosultak. Ha ezen időköz alatt nem fogadtak el egy felajánlott munkahelyet, megszüntették a segély kifizetését.
Az Agenda 2010 meghirdetése a tömeges tiltakozás egyre nagyobb hullámait indította el, az SPD-hez hű szakszervezetek is egyik tüntetést rendezték meg a másik után, 2004-ben Schrödernek le kellett mondania az SPD-elnökségről.
Peter Hartz 2005-re ígért eredményt – ennek elmaradása a kancellárral szembeni ellenszenvet csak növelte. 2005. május 22-én a legnépesebb és gazdasági szempontból legerősebb tartományban, Észak-Rajna–Vesztfáliában az SPD elveszítette a tartományi választásokat (itt a párt 1966 óta folyamatosan kormányzott). Ez Schrödert lépéskényszerbe hozta. a kancellár lépett is: ki a sajtó elé, bejelentve, hogy feloszlatja a Bundestagot és választásokat írat ki 2005. szeptember 18-ra.
Ennek végrehajtása alkotmányos aggályokat vetett fel: a kancellár szándékosan elveszít egy bizalmi szavazást a parlamentben, hogy aztán újra induljon a következő választásokon? A német Alkotmánybíróság 1983-ban döntött erről, eszerint Schröder lépése alkotmányos volt.
A 2005-ös választási kampányban Schrödert mintha kicserélték volna. Az addig fáradtnak tűnő kancellár újra harcosan fellépett, bár retorikája ekkor már felmutatott némi „balos” jelleget is, sokakban felmerült a kérdés, hogy akkor kitart-e az Agenda 2010 mellett, vagy korrekciókat hajt-e végre?
Schröder a kampányban a padlóról hozta fel pártját, az ellenfél CDU-t pedig az abszolút többségtől nemcsak hogy megfosztotta, hanem egyenrangú felekként tudtak egymással szembenézni (az SPD 25%-os népszerűségi indexről ért el 34%-ot, a CDU/CSU 50%-ról 35,5%-ot). A választásokon kialakult patthelyzet után Schröder ugyan maradni akart a kancellári székben, de végül be kellett látnia, hogy a CDU mint erősebb partner jogosult a leendő nagykoalíciós kormányban a kancellár állítására.

### Visszavonulása
Schröder 2005 után távozott a politika élvonalából, ügyvédi irodájával gazdasági társaságoknál vállalt tanácsadói szerepet (Rothschild, Gazprom), majd átvette a nyugat-európai–orosz Nord Stream AG konzorcium felügyelőbizottságának elnöki posztját. (Az Északi Áramlat gázvezeték projekt megvalósítását közvetlenül irányító, 2006-ban alapított Nord Stream AG többségi tulajdonosa az orosz Gazprom, 51%-kal). 2006-ban önéletrajzi kötetével jelentkezett a német politika színpadán (Döntések – életem a politikában, Hoffmann und Campe Verlag, Hamburg, 2006)